# Rusinów (gmina Borkowice)
Rusinów – wieś w Polsce położona w województwie mazowieckim, w powiecie przysuskim, w gminie Borkowice. Ma status sołectwa.
| SIMC    | Nazwa | Rodzaj    |
| ------- | ----- | --------- |
| 0615492 | Górka | część wsi |

W latach 1975–1998 miejscowość należała administracyjnie do województwa radomskiego.
Wierni Kościoła rzymskokatolickiego należą do parafii Najświętszego Serca Jezusowego w Nadolnej.